# Марко Колар
Марко Колар (хорв. Marko Kolar, нар. 31 травня 1995, Забок) — хорватський футболіст, нападник клубу «Інтер» (Запрешич).

## Клубна кар'єра
Народився 31 травня 1995 року в місті Забок. Вихованець футбольної школи клубу «Динамо» (Загреб), з яким 2012 року підписав семирічний контракт.  Проте пробитись до першої команди «динамівців» не зумів, через що змушений був виступати на правах оренди за клуби «Сесвете», «Локомотива» та «Інтер» (Запрешич).

## Виступи за збірні
2009 року дебютував у складі юнацької збірної Хорватії, взяв участь у 27 іграх на юнацькому рівні, відзначившись 15 забитими голами.
З 2014 року залучався до складу молодіжної збірної Хорватії. На молодіжному рівні зіграв в семи офіційних матчах.